# Anders Koppel
Anders Koppel (* 17. Juli 1947 in Kopenhagen) ist ein dänischer Komponist und Musiker.
Bereits in jungen Jahren erhielt der Sohn des Komponisten und Pianisten Herman D. Koppel Klavier-, Klarinetten- und Orgelunterricht. Er war Mitbegründer der Rockgruppe The Savage Rose und gründete 1976 mit Peter Bastian das Trio Bazaar, welches insgesamt neun Alben herausbrachte. Während der Zeit in den beiden Gruppen begann Koppels intensive Arbeit mit Kompositionen. 
In seiner bis heute anhaltenden Schaffensperiode schrieb Anders Koppel viele sehr unterschiedliche Werke für diverse klassische Ensembles. Seine bekanntesten Kompositionen sind die „Toccata for Vibraphone and Marimba“ (1992) und das „Concerto for Marimba and Orchestra“ (1995), die schon auf der gesamten Welt aufgeführt wurden. Des Weiteren schrieb Koppel die Musik für acht, zum Teil hoch gelobte, Ballette und mehr als 125 Filme, 50 Theaterstücke und drei Musicals. Zu seinem jüngsten Schaffen gehören die Werke „Concerto for Double Bass and Orchestra“ (2000), „Concerto no. 2 for Marimba and Strings“ (2000) und „Concerto for Percussion and Orchestra“ (2001).
Auffällig scheint Koppels besondere Beachtung der „unbekannten“ und weniger berücksichtigten Instrumente für seine fast ausnahmslosen Solo-Konzerte.
2003 wurde Koppel von der Universität Mozarteum zu einem Porträt-Konzert eingeladen. Im Mozart-Jahr 2006 wurde er als einer von acht Komponisten für das Werk „VIVA! Mozart-Suite“ ausgewählt, welches im November gleichen Jahres zum Musikfest der Internationalen Gesellschaft für Neue Musik uraufgeführt wurde.

## Filmografie (Auswahl)
- 1980: Der kleine Virgil und Orla, der Froschschnapper (Lille Virgil og Orla Frøsnapper)
- 1990: Die Geburtstagsreise (Kaj's fødselsdag)
- 1993: Hugo, das Dschungeltier (Jungledyret)
- 1994: Carlo und Ester (Carlo & Ester)
- 1996: Hugo, das Dschungeltier – Filmstar wider Willen (Jungledyret 2 – den store filmhelt)
- 2009: Und sie bewegt sich doch (Den bevægede jord)